# UCI Europe Tour 2013-2014
El UCI Europe Tour 2013-2014 fue la décima temporada del calendario ciclístico internacional europeo. Se dio inicio el 2 de febrero de 2014 con el Gran Premio Ciclista la Marsellesa en Francia y el Gran Premio Costa de los Etruscos en Italia, finalizando el 19 de octubre del mismo año con la Chrono des Nations, también en Francia.
El ganador final fue el belga Tom Van Asbroeck, por equipos se impuso el Topsport Vlaanderen-Baloise, Italia y los Países Bajos se llevaron la clasificación por países y países sub-23 respectivamente.

## Carreras y categorías

### Carreras suspendidas o eliminadas
El cronograma inicial del calendario era de 283 carreras, aunque a lo largo de la temporada 29 fueron suspendidas. La siguiente es la lista de esas competiciones que por diversos motivos finalmente no se disputaron:
| Listado de carreras suspendidas o eliminadas | Listado de carreras suspendidas o eliminadas | Listado de carreras suspendidas o eliminadas | Listado de carreras suspendidas o eliminadas | Listado de carreras suspendidas o eliminadas | Listado de carreras suspendidas o eliminadas |
| -------------------------------------------- | -------------------------------------------- | -------------------------------------------- | -------------------------------------------- | -------------------------------------------- | -------------------------------------------- |

| Fecha                           | Carrera                                | Cat. | Causa                        |
| ------------------------------- | -------------------------------------- | ---- | ---------------------------- |
| 6 al 9 de marzo                 | Tour de Arad                           | 2.2  | Descenso a categoría junior  |
| 23 de marzo                     | Gran Premio San Giuseppe               | 1.2  |                              |
| 1 al 6 de abril                 | Tour de Grecia                         | 2.2  | Financiera                   |
| 6 de abril                      | Val d'Ille U Classic 35                | 1.1  | Financiera                   |
| 6 de abril                      | Gran Premio Šenčur                     | 1.2  |                              |
| 13 de abril                     | Gran Premio Donetsk                    | 1.2  |                              |
| 21 de abril                     | Vuelta a Holanda Septentrional         | 1.2  |                              |
| 27 de abril                     | Zuid Oost Drenthe Classic II           | 1.2  |                              |
| 2 al 4 de mayo                  | The Paths of King Nikola               | 2.2  |                              |
| 2 al 4 de mayo                  | Vuelta a Asturias                      | 2.1  | Financiera                   |
| 3 al 4 de mayo                  | Neuseen Classics                       | 2.1  |                              |
| 8 al 14 de mayo                 | Carrera de la Paz                      | 2.2  | Financiera                   |
| 10 de mayo                      | Vuelta a la Comunidad de Madrid        | 1.1  |                              |
| 25 de mayo                      | Circuit de Lorraine                    | 1.1  |                              |
| 5 al 8 de junio                 | Tour de Letonia                        | 2.1  |                              |
| 13 al 22 de junio               | Girobio                                | 2.2  |                              |
| 4-6 de julio                    | Vuelta a la Comunidad de Madrid sub-23 | 2.2U | Financiera                   |
| 11 de julio                     | Gran Premio Van de Stad Geel           | 1.2  |                              |
| 20 de julio                     | Trofeo Matteotti                       | 1.1  | Financiera                   |
| 1-3 de agosto                   | Vuelta a León                          | 2.2  | Descenso a categoría amateur |
| 3 de agosto                     | Grand Prix Kranj                       | 1.2  |                              |
| 30 de agosto                    | Giro del Veneto                        | 1.1  |                              |
| 31 de agosto                    | Schaal Sels                            | 1.1  | Obras en el recorrido        |
| 31 de agosto al 4 de septiembre | Tour de Bulgaria                       | 2.2  |                              |
| 2-7 de septiembre               | Semana Lombarda                        | 2.1  | Financiera                   |
| 3 de septiembre                 | Memorial Rik Van Steenbergen           | 1.1  |                              |
| 8-14 de septiembre              | Tour de Rumania                        | 2.2  |                              |
| 4 de octubre                    | Pro Cycling Marathon                   | 1.1  |                              |

Tras estas anulaciones el calendario fue de 254 carreras.

### Categorías
Fueron 28 las carreras de máxima categoría, tres más respecto a la edición anterior. En cuanto a las carreras de un día, descendió el Tour de Vendée y ascendieron el Gran Premio Bruno Beghelli, el G. P. Kanton Aargau y la RideLondon-Surrey Classic y en las carreras de varios días la única novedad es el ascenso del Tour de Noruega. Posteriormente descendió la Clásica de Almería. En el siguiente cuadro se muestran las carreras con mayor puntuación de esta edición del UCI Europe Tour ordenado por países, para el resto de las competiciones véase: Carreras del UCI Europe Tour 2014
| Carrera                  | Categoría |
| ------------------------ | --------- |
| Gran Premio de Fráncfort | 1.HC      |
| Vuelta a Baviera         | 2.HC      |
| Vuelta a Austria         | 2.HC      |
| Omloop Het Nieuwsblad    | 1.HC      |
| A través de Flandes      | 1.HC      |
| Tres Días de La Panne    | 2.HC      |
| Scheldeprijs Vlaanderen  | 1.HC      |
| Flecha Brabanzona        | 1.HC      |
| Vuelta a Bélgica         | 2.HC      |
| Tour de Valonia          | 2.HC      |
| Brussels Cycling Classic | 1.HC      |
| Vuelta a Dinamarca       | 2.HC      |
| Vuelta a Burgos          | 2.HC      |
| Critérium Internacional  | 2.HC      |
| Cuatro Días de Dunkerque | 2.HC      |
| Gran Premio de Fourmies  | 1.HC      |
| París-Tours              | 1.HC      |

| Carrera                    | Categoría |
| -------------------------- | --------- |
| Vuelta a Gran Bretaña      | 2.HC      |
| RideLondon-Surrey Classic  | 1.HC      |
| Giro del Trentino          | 2.HC      |
| Tre Valli Varesine         | 1.HC      |
| Milán-Turín                | 1.HC      |
| Giro de Emilia             | 1.HC      |
| Gran Premio Bruno Beghelli | 1.HC      |
| Tour de Luxemburgo         | 2.HC      |
| Tour de Noruega            | 2.HC      |
| G. P. Kanton Aargau        | 1.HC      |
| Tour de Turquía            | 2.HC      |

Además, los campeonatos nacionales de ruta y contrarreloj de países europeos así como el Campeonato Mundial de esa temporada también puntuaron para el UCI Europe Tour.

## Equipos
Los equipos que pudieron participar en las diferentes carreras dependen de la categoría de las mismas. A mayor nivel de una carrera pueden participar equipos de más nivel. Los equipos UCI ProTeam, sólo pueden participar de las carreras .HC y .1 pero tienen cupo limitado y los puntos que logran sus ciclistas no van a la clasificación. 
| Categoría      | Categoría                            | Equipos |
| -------------- | ------------------------------------ | --- |
| .HC            | 1.HC (Carrera de un día)             | ProTeam (max 70%) Profesionales Continentales Continentales del país de la carrera Selección nacional del país de la carrera |
| .HC            | 2.HC (Carrera de varios días)        | ProTeam (max 70%) Profesionales Continentales Continentales del país de la carrera Selección nacional del país de la carrera |
| .1             | 1.1 (Carrera de un día)              | ProTeam (max 50%) Profesionales Continentales Continentales Selecciones nacionales                                           |
| .1             | 2.1 (Carrera de varios días)         | ProTeam (max 50%) Profesionales Continentales Continentales Selecciones nacionales                                           |
| .2             | 1.2 y 1.2U (Carreras de un día)      | Profesionales Continentales Continentales Selecciones nacionales Selecciones regionales Amateur                              |
| .2             | 2.2 y 2.2U (Carreras de varios días) | Profesionales Continentales Continentales Selecciones nacionales Selecciones regionales Amateur                              |
| .Ncup (sub-23) | 1.Ncup (Carrera de un día)           | Selecciones nacionales Selecciones mixtas                                                                                    |
| .Ncup (sub-23) | 2.Ncup (Carrera de varios días)      | Selecciones nacionales Selecciones mixtas                                                                                    |

Para favorecer la invitación a los equipos más humildes, la Unión Ciclista Internacional publicó el 31 de enero de 2014 un "ranking ficticio" de los equipos Continentales, sobre la base de los puntos obtenidos por sus ciclistas en la temporada anterior. Los organizadores de carreras .2 deben obligatoriamente invitar a los 3 primeros de ese ranking y de esta forma pueden acceder a un mayor número de carreras. En este circuito los invitados automáticamente a carreras de categoría .2 fueron el Adria Mobil, Kolss Cycling Team y Cyclingteam De Rijke-Shanks, aunque a diferencia del UCI WorldTour los equipos pueden rechazar dicha invitación.

## Calendario
Contó con las siguientes pruebas, tanto por etapas como de un día.

### Febrero
| Fecha | Carrera                            | Cat. | Ganador                | Equipo                      |
| ----- | ---------------------------------- | ---- | ---------------------- | --------------------------- |
| 2     | Gran Premio Ciclista la Marsellesa | 1.1  | Kenneth Vanbilsen      | Topsport Vlaanderen-Baloise |
| 2     | Gran Premio Costa de los Etruscos  | 1.1  | Simone Ponzi           | Neri Sottoli                |
| 5-9   | Estrella de Bessèges               | 2.1  | Tobias Ludvigsson      | Giant-Shimano               |
| 9     | Trofeo Palma                       | 1.1  | Sacha Modolo           | Lampre-Merida               |
| 10    | Trofeo Migjorn                     | 1.1  | Sacha Modolo           | Lampre-Merida               |
| 11    | Trofeo Deyá                        | 1.1  | Michał Kwiatkowski     | Omega Pharma-Quick Step     |
| 12    | Trofeo Playa de Muro               | 1.1  | Gianni Meersman        | Omega Pharma-Quick Step     |
| 13-16 | Tour del Mediterráneo              | 2.1  | Steve Cummings         | BMC Racing                  |
| 19-23 | Vuelta a Andalucía                 | 2.1  | Alejandro Valverde     | Movistar                    |
| 19-23 | Vuelta al Algarve                  | 2.1  | Michał Kwiatkowski     | Omega Pharma-Quick Step     |
| 21    | Trofeo Laigueglia                  | 1.1  | José Serpa             | Lampre-Merida               |
| 22-23 | Tour du Haut-Var                   | 2.1  | Carlos Betancur        | Ag2r La Mondiale            |
| 23    | Gran Premio Izola                  | 1.2  | Christian Delle Stelle | Idea                        |

### Marzo
| Fecha | Carrera                          | Cat. | Ganador                | Equipo                       |
| ----- | -------------------------------- | ---- | ---------------------- | ---------------------------- |
| 1     | Vuelta Ciclista a Murcia         | 1.1  | Alejandro Valverde     | Movistar                     |
| 1     | Omloop Het Nieuwsblad            | 1.HC | Ian Stannard           | Sky                          |
| 1     | Classic Sud Ardèche              | 1.1  | Florian Vachon         | Bretagne-Séché Environnement |
| 2     | Gran Premio de Lugano            | 1.1  | Mauro Finetto          | Neri Sottoli                 |
| 2     | Kuurne-Bruselas-Kuurne           | 1.1  | Tom Boonen             | Omega Pharma-Quick Step      |
| 2     | La Drôme Classic                 | 1.1  | Romain Bardet          | Ag2r La Mondiale             |
| 2     | Clásica de Almería               | 1.1  | Sam Bennett            | NetApp-Endura                |
| 5     | Umag Trophy                      | 1.2  | Matej Mugerli          | Adria Mobil                  |
| 5     | Le Samyn                         | 1.1  | Maxime Vantomme        | Roubaix Lille Métropole      |
| 6     | Gran Premio Ciudad de Camaiore   | 1.1  | Diego Ulissi           | Lampre-Merida                |
| 7-9   | Tres Días de Flandes Occidental  | 2.1  | Gert Jõeäär            | Cofidis, Solutions Crédits   |
| 8     | Strade Bianche                   | 1.1  | Michał Kwiatkowski     | Omega Pharma-Quick Step      |
| 8     | Ster van Zwolle                  | 1.2  | Bert-Jan Lindeman      | Rabobank Development         |
| 9     | Gran Premio Villa de Lillers     | 1.2  | Steven Tronet          | BigMat-Auber 93              |
| 9     | Roma Maxima                      | 1.1  | Alejandro Valverde     | Movistar                     |
| 9     | Porec Trophy                     | 1.2  | Maksym Averin          | Synergy Baku                 |
| 9     | Dorpenomloop Rucphen             | 1.2  | Michael Carbel         | Cult Energy Vital Water      |
| 13-16 | Istrian Spring Trophy            | 2.2  | Magnus Cort            | Cult Energy Vital Water      |
| 15    | Tour de Drenthe                  | 1.1  | Kenny Dehaes           | Lotto Belisol                |
| 16    | Dwars door Drenthe               | 1.1  | Simone Ponzi           | Neri Sottoli                 |
| 16    | Omloop van het Waasland          | 1.2  | Danilo Napolitano      | Wanty-Groupe Gobert          |
| 16    | Kattekoers                       | 1.2  | Łukasz Wiśniowski      | Etixx                        |
| 16    | París-Troyes                     | 1.2  | Steven Tronet          | BigMat-Auber 93              |
| 19    | Nokere Koerse                    | 1.1  | Kenny Dehaes           | Lotto Belisol                |
| 20    | Gran Premio Nobili Rubinetterie  | 1.1  | Simone Ponzi           | Neri Sottoli                 |
| 21    | Handzame Classic                 | 1.1  | Luka Mezgec            | Giant-Shimano                |
| 22    | Clásica de Loire-Atlantique      | 1.1  | Alexis Gougeard        | Ag2r La Mondiale             |
| 23    | Gran Premio Cholet-Pays de Loire | 1.1  | Tom Van Asbroeck       | Topsport Vlaanderen-Baloise  |
| 24-30 | Tour de Normandía                | 2.2  | Stefan Küng            | BMC Development              |
| 26    | A través de Flandes              | 1.HC | Niki Terpstra          | Omega Pharma-Quick Step      |
| 26-30 | Settimana Coppi e Bartali        | 2.1  | Peter Kennaugh         | Sky                          |
| 26-30 | Vuelta al Alentejo               | 2.2  | Carlos Barbero         | Euskadi                      |
| 29-30 | Critérium Internacional          | 2.HC | Jean-Christophe Péraud | Ag2r La Mondiale             |

### Abril
| Fecha | Carrera                                    | Cat.   | Ganador                  | Equipo                     |
| ----- | ------------------------------------------ | ------ | ------------------------ | -------------------------- |
| 1-3   | Tres Días de La Panne                      | 2.HC   | Guillaume Van Keirsbulck | Omega Pharma-Quick Step    |
| 1-6   | Gran Premio de Sochi                       | 2.2    | Ilnur Zakarin            | RusVelo                    |
| 4     | Route Adélie                               | 1.1    | Bryan Coquard            | Europcar                   |
| 4-6   | Triptyque des Monts et Châteaux            | 2.2    | Owain Doull              | An Post-ChainReaction      |
| 5     | Gran Premio Miguel Induráin                | 1.1    | Alejandro Valverde       | Movistar                   |
| 5     | Volta Limburg Classic                      | 1.1    | Moreno Hofland           | Belkin                     |
| 6     | Trofeo Banca Popular de Vicenza            | 1.2U   | Gregor Mühlberger        | Tirol                      |
| 6     | Vuelta a La Rioja                          | 1.1    | Michael Matthews         | Orica GreenEDGE            |
| 8-11  | Circuito de la Sarthe                      | 2.1    | Ramūnas Navardauskas     | Garmin Sharp               |
| 9     | Scheldeprijs                               | 1.HC   | Marcel Kittel            | Giant-Shimano              |
| 11-13 | Circuito de las Ardenas                    | 2.2    | Łukasz Wiśniowski        | Etixx                      |
| 12    | Bania Luka-Belgrado I                      | 1.2    | Martin Otoničar          | Radenska                   |
| 12    | Tour de Flandes sub-23                     | 1.Ncup | Dylan Groenewegen        | De Rijke                   |
| 12    | Trofeo Edil C                              | 1.2    | Andrea Vaccher           | Marchiol Emisfero          |
| 12    | Gran Premio Pino Cerami                    | 1.1    | Alessandro Petacchi      | Omega Pharma-Quick Step    |
| 13    | Klasika Primavera                          | 1.1    | Pello Bilbao             | Caja Rural-Seguros RGA     |
| 13    | Bania Luka-Belgrado II                     | 1.2    | Ivan Stévic              | Tusnad                     |
| 15    | París-Camembert                            | 1.1    | Bryan Coquard            | Europcar                   |
| 16    | Flecha Brabanzona                          | 1.HC   | Philippe Gilbert         | BMC Racing                 |
| 16    | La Côte Picarde                            | 1.Ncup | Jens Wallays             | Selección de Bélgica       |
| 16-20 | Tour de Loir-et-Cher                       | 2.2    | Graham Briggs            | Rapha Condor JLT           |
| 16-20 | Gran Premio de Adigueya                    | 2.2    | Ilnur Zakarin            | RusVelo                    |
| 17    | Gran Premio de Denain                      | 1.1    | Nacer Bouhanni           | FDJ.fr                     |
| 19    | Tour de Finisterre                         | 1.1    | Antoine Demoitié         | Wallonie-Bruxelles         |
| 19    | Memorial Arno Wallaard                     | 1.2    | Edvin Wilson             | Joker                      |
| 19    | ZLM Tour                                   | 1.Ncup | Thomas Boudat            | Selección de Francia       |
| 19    | Lieja-Bastoña-Lieja sub-23                 | 1.2U   | Anthony Turgis           |                            |
| 20    | Tro Bro Leon                               | 1.1    | Adrien Petit             | Cofidis, Solutions Crédits |
| 21    | Vuelta a Colonia                           | 1.1    | Sam Bennett              | NetApp-Endura              |
| 21    | Giro del Belvedere                         | 1.2U   | Simone Andreetta         |                            |
| 22    | Gran Premio Palio del Recioto              | 1.2U   | Silvio Herklotz          | Stölting                   |
| 22-25 | Giro del Trentino                          | 2.HC   | Cadel Evans              | BMC Racing                 |
| 25    | Gran Premio della Liberazione              | 1.2U   | Evgeny Shalunov          | Lokosphinx                 |
| 25-1  | Tour de Bretaña                            | 2.2    | Bert-Jan Lindeman        | Rabobank Development       |
| 26    | Zuid Oost Drenthe Classic I                | 1.2    | Wim Stroetinga           | Koga                       |
| 27    | La Roue Tourangelle                        | 1.1    | Angelo Tulik             | Europcar                   |
| 27    | Rutland-Melton International CiCLE Classic | 1.2    | Thomas Moses             | Rapha Condor JLT           |
| 27    | Paris-Mantes-en-Yvelines                   | 1.2    | David Menut              |                            |
| 27    | Gran Premio Industrias del Mármol          | 1.2    | Matej Mugerli            | Adria Mobil                |
| 27-4  | Tour de Turquía                            | 2.HC   | Adam Yates               | Orica GreenEDGE            |
| 29-4  | Carpathia Couriers Paths                   | 2.2U   | Gregor Mühlberger        | Tirol                      |

### Mayo
| Fecha | Carrera                                    | Cat. | Ganador              | Equipo                        |
| ----- | ------------------------------------------ | ---- | -------------------- | ----------------------------- |
| 1     | Gran Premio de Fráncfort sub-23            | 1.2U | Mads Pedersen        | Cult Energy Vital Water       |
| 1     | Mayor Cup                                  | 1.2  | Sergey Lagutin       | RusVelo                       |
| 1     | Memoriał Andrzeja Trochanowskiego          | 1.2  | Kamil Gradek         | BDC Marcpol                   |
| 1     | Gran Premio de Fráncfort                   | 1.HC | Alexander Kristoff   | Katusha                       |
| 2     | Memorial Oleg Dyachenko                    | 1.2  | Andrey Solomennikov  | RusVelo                       |
| 2     | Skive-Lobet                                | 1.2  | Phil Bauhaus         | Stölting                      |
| 3     | Himmerland Rundt                           | 1.2  | Magnus Cort          | Cult Energy Vital Water       |
| 3     | Gran Premio de Moscú                       | 1.2  | Leonid Krasnov       | RusVelo                       |
| 3     | Tour de Overijssel                         | 1.2  | Dennis Coenen        | Leopard Development           |
| 4     | Gran Premio del Somme                      | 1.1  | Yauheni Hutarovich   | Ag2r La Mondiale              |
| 4     | Circuito de Porto-Trofeo Averdi            | 1.2  | Jakub Mareczko       |                               |
| 4     | Destination Thy                            | 1.2  | Magnus Cort          | Cult Energy Vital Water       |
| 5-9   | Cinco Anillos de Moscú                     | 2.2  | Andrey Solomennikov  | RusVelo                       |
| 7-11  | Cuatro Días de Dunkerque                   | 2.HC | Arnaud Démare        | FDJ.fr                        |
| 7-11  | Tour de Azerbaiyán                         | 2.1  | Ilnur Zakarin        | RusVelo                       |
| 9-11  | Szlakiem Grodów Piastowskich               | 2.1  | Mateusz Taciak       | CCC Polsat Polkowice          |
| 10    | Tour de Berna                              | 1.2  | Matthias Brändle     | IAM                           |
| 10    | Hadeland G. P.                             | 1.2  | Rasmus Guldhammer    | Trefor-Blue Water             |
| 10    | Scandinavian Race                          | 1.2  | Jonas Aaen Jørgensen | Riwal                         |
| 11    | Ringerike G. P.                            | 1.2  | Magnus Cort          | Cult Energy Vital Water       |
| 11    | Circuito de Valonia                        | 1.2  | Maurits Lammertink   | Jo Piels                      |
| 12-17 | Tour de Olympia                            | 2.2  | Berden De Vries      | Jo Piels                      |
| 13    | Visegrad 4 Bicycle Race-GP Polski Via Odra | 1.2  | Erik Baška           | Dukla Trencin-Trek            |
| 15    | Visegrad 4 Bicycle Race-GP Czech Republic  | 1.2  | Josef Černý          | CCC Polsat Polkowice          |
| 15-18 | Rhône-Alpes Isère Tour                     | 2.2  | Matija Kvasina       | Gourmetfein Simplon Wels      |
| 16    | Visegrad 4 Bicycle Race-GP Slovakia        | 1.2  | Paweł Bernas         | BDC Marcpol                   |
| 16-18 | Tour de Picardie                           | 2.1  | Arnaud Démare        | FDJ.fr                        |
| 16-18 | Vuelta a Castilla y León                   | 2.1  | David Belda          | Burgos-BH                     |
| 17    | Gran Premio Criquielion                    | 1.2  | Kevin Peeters        | Vastgoedservice-Golden Palace |
| 17    | Visegrad 4 Bicycle Race-GP Hungary         | 1.2  | Paweł Bernas         | BDC Marcpol                   |
| 18    | Velothon Berlin                            | 1.1  | Raymond Kreder       | Garmin-Sharp                  |
| 18-25 | An Post Rás                                | 2.2  | Clemens Fankhauser   | Tirol                         |
| 21-25 | Tour de Noruega                            | 2.HC | Maciej Paterski      | CCC Polsat Polkowice          |
| 22-25 | Ronde d'Isard                              | 2.2U | Louis Vervaeke       | Lotto-Belisol U23             |
| 23-25 | París-Arrás Tour                           | 2.2  | Maxime Vantomme      | Roubaix Lille Métropole       |
| 24-25 | World Ports Classic                        | 2.1  | Theo Bos             | Belkin                        |
| 25    | Simac Omloop der Kempen                    | 1.2  | Luke Davison         | Synergy Baku                  |
| 28-1  | Vuelta a Baviera                           | 2.HC | Geraint Thomas       | Sky                           |
| 28-1  | Vuelta a Bélgica                           | 2.HC | Tony Martin          | Omega Pharma-Quick Step       |
| 28-1  | Tour de los Fiordos                        | 2.1  | Alexander Kristoff   | Katusha                       |
| 28-1  | Flèche du Sud                              | 2.2  | Gaëtan Bille         | Verandas Willems              |
| 29-31 | Tour de Estonia                            | 2.1  | Eduard-Michael Grosu | Vini Fantini-Nippo            |
| 29-1  | Tour de Berlín                             | 2.2U | Jochem Hoekstra      | Jo Piels                      |
| 29-1  | Tour de Gironde                            | 2.2  | Remco Te Brake       | Metec-TKH                     |
| 30    | Race Horizon Park 1                        | 1.2  | Vitaliy Buts         | Kolss                         |
| 30-1  | Carrera de la Paz sub-23                   | 2.2U | Samuel Spokes        | Etixx                         |
| 31    | Grand Prix de Plumelec-Morbihan            | 1.1  | Julien Simon         | Cofidis, Solutions Crédits    |
| 31    | Race Horizon Park 2                        | 1.2  | Mykhailo Kononenko   | Kolss                         |

### Junio
| Fecha | Carrera                                   | Cat. | Ganador              | Equipo                               |
| ----- | ----------------------------------------- | ---- | -------------------- | ------------------------------------ |
| 1     | París-Roubaix sub-23                      | 1.2U | Mike Teunissen       | Rabobank Development                 |
| 1     | Gran Premio Südkärnten                    | 1.2  | Andrea Pasqualon     | Area Zero                            |
| 1     | Boucles de l'Aulne                        | 1.1  | Alexis Gougeard      | Ag2r-La Mondiale                     |
| 1     | Race Horizon Park 3                       | 1.2  | Denys Kostyuk        | Kolss                                |
| 1     | Trofeo Ciudad de San Vendemiano           | 1.2U | Giacomo Berlato      | Zalf-Euromobil-Desirée-Fior          |
| 2     | Trofeo Alcide Degasperi                   | 1.2  | Michele Gazzarra     | U.S. Fausto Coppi Gazzera-Videa      |
| 3-7   | Tour de Eslovaquia                        | 2.2  | Oleksandr Polivoda   | Kolss                                |
| 4-8   | Tour de Luxemburgo                        | 2.HC | Matti Breschel       | Tinkoff-Saxo                         |
| 5-8   | Boucles de la Mayenne                     | 2.1  | Stéphane Rossetto    | BigMat-Auber 93                      |
| 7     | Ronde van Zeeland Seaports                | 1.1  | Theo Bos             | Belkin                               |
| 8     | Memorial Philippe Van Coningsloo          | 1.2  | Rob Ruijgh           | Vastgoedservice-Golden Palace        |
| 8     | Coppa della Pace                          | 1.2  | Luca Ceolan          | General Store Bottoli-Zardini-Merida |
| 11-15 | Gran Premio Udmurtskaya Pravda            | 2.2  | Arthur Ershov        | RusVelo                              |
| 12    | G. P. Kanton Aargau                       | 1.HC | Simon Geschke        | Giant-Shimano                        |
| 12-14 | Tour de Malopolska                        | 2.2  | Maximilian Werda     | Stolting                             |
| 12-15 | Ronde de l'Oise                           | 2.2  | Magnus Cort          | Cult Energy Vital Water              |
| 15    | Tour de Limburgo                          | 1.1  | Mathieu van der Poel | BKCP-Powerplus                       |
| 15    | Raiffeisen G. P.                          | 1.2  | Radoslav Rogina      | Adria Mobil                          |
| 17-22 | Vuelta a Serbia                           | 2.2  | Jaroslaw Kowalczyk   | BDC Marcpol                          |
| 18-22 | Ster ZLM Toer                             | 2.1  | Philippe Gilbert     | BMC Racing                           |
| 19-22 | Ruta del Sur                              | 2.1  | Nicolas Roche        | Tinkoff-Saxo                         |
| 19-22 | Tour de Eslovenia                         | 2.1  | Tiago Machado        | NetApp-Endura                        |
| 19-22 | Tour de Saboya                            | 2.2  | Louis Vervaeke       | Lotto Belisol sub-23                 |
| 20-22 | Oberösterreichrundfahrt                   | 2.2  | Patrick Konrad       | Gourmetfein Simplon Wels             |
| 21-22 | Memorial im. J. Grundmanna J. Wizowskiego | 2.2  | Błażej Janiaczyk     | BDC Marcpol                          |
| 22    | Trofeo Beaumont                           | 1.2  | Kristian House       | Rapha-Condor-JLT                     |
| 22    | Gran Premio Sarajevo                      | 1.2  | Matej Marin          | Gourmetfein Simplon Wels             |
| 22    | Flecha de las Ardenas                     | 1.2  | Stefan Küng          | BMC Development                      |
| 24    | Giro de los Apeninos                      | 1.1  | Sonny Colbrelli      | Bardiani CSF                         |
| 25    | Trofeo Internacional Jong Maar Moedig     | 1.2  | Gijs Van Hoecke      | Topsport Vlaanderen-Baloise          |
| 25    | Halle-Ingooigem                           | 1.1  | Arnaud Démare        | FDJ.fr                               |

### Julio
| Fecha | Carrera                                                | Cat. | Ganador              | Equipo                  |
| ----- | ------------------------------------------------------ | ---- | -------------------- | ----------------------- |
| 2-5   | Carrera de la Solidaridad y de los Campeones Olímpicos | 2.1  | Kamil Zieliński      | Mexller                 |
| 5     | Omloop Het Nieuwsblad sub-23                           | 1.2  | Dimitri Claeys       | VL Techinics Abutriek   |
| 6-13  | Vuelta a Austria                                       | 2.HC | Peter Kennaugh       | Sky                     |
| 10-13 | Gran Premio Torres Vedras-Trofeo Joaquim Agostinho     | 2.2  | Delio Fernández      | OFM-Quinta da Lixa      |
| 11    | Campeonato Europeo Contrarreloj sub-23                 | CC   | Stefan Küng          | Selección de Suiza      |
| 13    | Campeonato Europeo en Ruta sub-23                      | CC   | Stefan Küng          | Selección de Suiza      |
| 13    | Gran Premio de Pont à Marcq-La Ronde Pévèloise         | 1.2  | Benoît Daeninck      | CC Nogent-sur-Oise      |
| 13    | Giro del Medio Brenta                                  | 1.2  | Klemen Štimulak      | Adria Mobil             |
| 15-20 | Giro del Valle de Aosta                                | 2.2U | Bernardo Suaza       | 4-72 Colombia           |
| 17-20 | Tour de la República Checa                             | 2.2  | Martin Mortensen     | Cult Energy Vital Water |
| 17-20 | Tour de Sibiu                                          | 2.1  | Radoslav Rogina      | Adria Mobil             |
| 17-20 | Vuelta a Portugal del Futuro                           | 2.2U | Ruben Guerreiro      | Selección de Portugal   |
| 25    | Central European Tour Kosice-Miskolc                   | 1.2  | Erik Baška           | Dukla Trencin-Trek      |
| 25    | Clásica de Ordizia                                     | 1.1  | Gorka Izagirre       | Movistar                |
| 26    | Gran Premio Industria y Artigianato-Larciano           | 1.1  | Adam Yates           | Orica-GreenEDGE         |
| 26    | Central European Tour Szerencs-Ibrany                  | 1.2  | Mamyr Stash          | Itera-Katusha           |
| 26-30 | Tour de Valonia                                        | 2.HC | Gianni Meersman      | Omega Pharma-Quick Step |
| 27    | Giro de Toscana                                        | 1.1  | Pieter Weening       | Orica-GreenEDGE         |
| 27    | Central European Tour Isaszeg-Budapest                 | 1.2  | Erik Baška           | Dukla Trencin-Trek      |
| 27    | Gran Premio de la Villa de Pérenchies                  | 1.2  | Gaëtan Bille         | Verandas-Willems        |
| 29-2  | Dookola Mazowsza                                       | 2.2  | Jarosław Marycz      | CCC Polsat Polkowice    |
| 30-3  | Tour de Alsacia                                        | 2.2  | Karel Hník           | Etixx                   |
| 30-10 | Vuelta a Portugal                                      | 2.1  | Gustavo César Veloso | OFM-Quinta da Lixa      |
| 31    | Circuito de Guecho                                     | 1.1  | Carlos Barbero       | Euskadi                 |

### Agosto
| Fecha | Carrera                                        | Cat.   | Ganador              | Equipo                      |
| ----- | ---------------------------------------------- | ------ | -------------------- | --------------------------- |
| 2-4   | Kreiz Breizh Elites                            | 2.2    | Matteo Busato        | MG Kvis-Trevigiani          |
| 3     | Polynormande                                   | 1.1    | Jan Ghyselinck       | Wanty-Groupe Gobert         |
| 3     | Trofeo Internacional Bastianelli               | 1.2    | Nicola Gaffurini     | Vega-Hotsand                |
| 6-10  | Vuelta a Dinamarca                             | 2.HC   | Michael Valgren      | Tinkoff-Saxo                |
| 7-10  | Tour de Szeklerland                            | 2.2    | Stefan Hristov       | Kocaeli Brisaspor           |
| 10    | Antwerpse Havenpijl                            | 1.2    | Yoeri Havik          | De Rijke                    |
| 10    | Gran Premio Sportivi di Poggiana               | 1.2U   | Robert Power         | Selección de Australia      |
| 10    | RideLondon-Surrey Classic                      | 1.HC   | Adam Blythe          | NFTO                        |
| 12-16 | Tour de l'Ain                                  | 2.1    | Bert-Jan Lindeman    | Rabobank Development        |
| 13-17 | Vuelta a Burgos                                | 2.HC   | Nairo Quintana       | Movistar                    |
| 13-17 | Arctic Race de Noruega                         | 2.1    | Steven Kruijswijk    | Belkin                      |
| 16    | Gran Premio Kralovehradeckeho kraje            | 1.2    | Paweł Cieślik        | Bauknecht-Author            |
| 16    | Gran Premio Capodarco                          | 1.2    | Robert Power         | Selección de Australia      |
| 16    | Memorial Henryka Lasaka                        | 1.2    | Maciej Paterski      | CCC Polsat Polkowice        |
| 17    | Puchar Uzdrowisk Karpackich                    | 1.2    | Paweł Franczak       | ActiveJet                   |
| 19    | Gran Premio Stad Zottegem                      | 1.1    | Edward Theuns        | Topsport Vlaanderen-Baloise |
| 19-22 | Tour de Limousin                               | 2.1    | Mauro Finetto        | Neri Sottoli                |
| 20-24 | Baltic Chain Tour                              | 2.2    | Mathieu van der Poel | BKCP-Powerplus              |
| 22    | Arnhem-Veenendaal Classic                      | 1.1    | Yves Lampaert        | Topsport Vlaanderen-Baloise |
| 23    | Puchar Ministra Obrony Narodowej               | 1.2    | Konrad Dąbkowski     | ActiveJet                   |
| 23-30 | Tour del Porvenir                              | 2.Ncup | Miguel Ángel López   | Selección de Colombia       |
| 24    | Châteauroux Classic de l'Indre-Trophée Fenioux | 1.1    | Iljo Keisse          | Omega Pharma-Quick Step     |
| 26    | Gran Premio de Marbriers                       | 1.2    | Yann Guyot           | Armée de Terre              |
| 26-29 | Tour de Poitou-Charentes                       | 2.1    | Sylvain Chavanel     | IAM                         |
| 27    | Druivenkoers Overijse                          | 1.1    | Jonas Van Genechten  | Lotto-Belisol               |
| 30    | Top Compétition                                | 1.2    | Oliver Naesen        | Cibel-Aliplast              |
| 31    | Ronde van Midden-Nederland                     | 1.2    | Wim Stroetinga       | Koga                        |
| 31    | Croacia-Eslovenia                              | 1.2    | Primož Roglič        | Adria Mobil                 |

### Septiembre
| Fecha | Carrera                               | Cat. | Ganador                              | Equipo                      |
| ----- | ------------------------------------- | ---- | ------------------------------------ | --------------------------- |
| 2-6   | Giro del Friuli Venezia Giulia        | 2.2  | Simone Antonini                      | Marchio-Emisfero            |
| 4-7   | Okolo Jiznich Cech                    | 2.2  | Reidar Borgersen                     | Joker                       |
| 6     | Brussels Cycling Classic              | 1.HC | André Greipel                        | Lotto Belisol               |
| 7     | Gran Premio de Fourmies               | 1.HC | Jonas Van Genechten                  | Lotto-Belisol               |
| 7     | Kernen Omloop Echt-Susteren           | 1.2  | Phil Bauhaus                         | Stölting                    |
| 7-14  | Vuelta a Gran Bretaña                 | 2.HC | Dylan van Baarle                     | Garmin Sharp                |
| 13    | Tour Bohemia                          | 1.2  | Lukas Pöstlberger                    | Tirol                       |
| 13    | De Kustpijl                           | 1.2  | Michael Van Staeyen                  | Topsport Vlaanderen-Baloise |
| 13    | Tour de Jura                          | 1.2  | Kévin Ledanois                       | Selección de Francia        |
| 14    | Chrono Champenois                     | 1.2  | Rasmus Quaade                        | Trefor-Blue Water           |
| 14    | Gran Premio Jef Scherens              | 1.1  | André Greipel                        | Lotto Belisol               |
| 14    | Tour de Doubs                         | 1.1  | Rein Taaramäe                        | Cofidis, Solutions Crédits  |
| 16    | Coppa Bernocchi                       | 1.1  | Elia Viviani                         | Cannondale                  |
| 17    | Gran Premio de Valonia                | 1.1  | Greg Van Avermaet                    | BMC Racing                  |
| 17    | Coppa Agostoni                        | 1.1  | Niccolò Bonifazio                    | Lampre-Merida               |
| 18    | Tres Valles Varesinos                 | 1.HC | Michael Albasini                     | Orica GreenEDGE             |
| 19    | Campeonato de Flandes                 | 1.1  | Arnaud Démare                        | FDJ.fr                      |
| 20    | Gran Premio Impanis-Van Petegem       | 1.1  | Greg Van Avermaet                    | BMC Racing                  |
| 20    | Memorial Marco Pantani                | 1.1  | Sonny Colbrelli                      | Bardiani CSF                |
| 21    | Rabo Baronie Breda Classic            | 1.2  | Mike Teunissen                       | Rabobank Development        |
| 21    | Gran Premio de Isbergues              | 1.1  | Arnaud Démare                        | FDJ.fr                      |
| 21    | G. P. Industria y Comercio de Prato   | 1.1  | Sonny Colbrelli                      | Bardiani CSF                |
| 24    | Circuito de Houtland                  | 1.1  | Jelle Wallays                        | Topsport Vlaanderen-Baloise |
| 27-28 | Tour de Gévaudan Languedoc-Roussillon | 2.1  | Amets Txurruka                       | Caja Rural-Seguros RGA      |
| 28    | Gooikse Pijl                          | 1.2  | Roy Jans                             | Wanty-Groupe Gobert         |
| 28    | Dúo Normando                          | 1.1  | Reidar Borgersen Truls Engen Korsæth | Joker                       |
| 30    | Ruota d'Oro                           | 1.2U | Giacomo Berlato                      | Zalf Euromobil Désirée Fior |

### Octubre
| Fecha | Carrera                                       | Cat. | Ganador          | Equipo                       |
| ----- | --------------------------------------------- | ---- | ---------------- | ---------------------------- |
| 1     | Milán-Turín                                   | 1.HC | Giampaolo Caruso | Katusha                      |
| 2-5   | Tour de Eurométropole                         | 2.1  | Arnaud Démare    | FDJ.fr                       |
| 2-6   | Tour del Cáucaso                              | 2.2  | Sergey Firsanov  | RusVelo                      |
| 3     | Giro de Münsterland                           | 1.1  | André Greipel    | Lotto Belisol                |
| 4     | Piccolo Giro de Lombardía                     | 1.2  | Gianni Moscon    | Zalf Euromobil Desirée Fior  |
| 5     | Tour de Vendée                                | 1.1  | Armindo Fonseca  | Bretagne-Séché Environnement |
| 7     | Binche-Tournai-Binche                         | 1.1  | Zdeněk Štybar    | Omega Pharma-Quick Step      |
| 9     | París-Bourges                                 | 1.1  | John Degenkolb   | Giant-Shimano                |
| 9     | Gran Premio Ciudad de Peccioli-Coppa Sabatini | 1.1  | Sonny Colbrelli  | Bardiani CSF                 |
| 11    | Giro de Emilia                                | 1.HC | Davide Rebellin  | CCC Polsat Polkowice         |
| 12    | París-Tours                                   | 1.HC | Jelle Wallays    | Topsport Vlaanderen-Baloise  |
| 12    | París-Tours sub-23                            | 1.2U | Mike Teunissen   | Rabobank Development         |
| 12    | Gran Premio Bruno Beghelli                    | 1.HC | Valerio Conti    | Lampre-Merida                |
| 14    | Premio Nacional de Clausura                   | 1.1  | Jens Debusschere | Lotto Belisol                |
| 19    | Chrono des Nations                            | 1.1  | Sylvain Chavanel | IAM                          |

## Clasificaciones
- La clasificación final fue :[11]

### Individual
| Posición | Ciclista          | Equipo | Puntos |
| -------- | ----------------- | ------ | ------ |
| 1º       | Tom Van Asbroeck  | TSV    | 764    |
| 2º       | Sonny Colbrelli   | BAR    | 708    |
| 3º       | Davide Rebellin   | CCC    | 435    |
| 4º       | Magnus Cort       | CUL    | 428    |
| 5º       | Mauro Finetto     | NRI    | 428    |
| 6°       | Sylvain Chavanel  | IAM    | 410    |
| 7º       | Julien Simon      | COF    | 377    |
| 8º       | Simone Ponzi      | NRI    | 368    |
| 9º       | Ilnur Zakarin     | RVL    | 349,8  |
| 10º      | Bert-Jan Lindeman | RDT    | 327    |

| 11º | Sam Bennett          | TNE | 312    |
| 12º | Jempy Drucker        | WGG | 303    |
| 13º | Matej Mugerli        | ADR | 275,75 |
| 14º | Vitaliy Buts         | KLS | 274    |
| 15º | Tiago Machado        | TNE | 273,8  |
| 16º | Jérôme Baugnies      | WGG | 273    |
| 17° | Michael Van Staeyen  | TSV | 271    |
| 18º | Sergey Lagutin       | RVL | 263,5  |
| 19° | Grega Bole           | VFN | 257    |
| 20º | Eduard-Michael Grosu | VFN | 251    |

### Equipos
| Posición | Equipo                       | Puntos |
| -------- | ---------------------------- | ------ |
| 1º       | Topsport Vlaanderen-Baloise  | 2036   |
| 2º       | Wanty-Groupe Gobert          | 1538   |
| 3º       | Cofidis, Solutions Crédits   | 1401   |
| 4º       | Neri Sottoli                 | 1275   |
| 5º       | IAM                          | 1268   |
| 6º       | Bardiani CSF                 | 1219   |
| 7º       | CCC Polsat Polkowice         | 1182   |
| 8º       | RusVelo                      | 1165,4 |
| 9º       | NetApp-Endura                | 1000,6 |
| 10º      | Bretagne-Séché Environnement | 946    |

| 11º | Caja Rural-Seguros RGA  | 940    |
| 12º | Rabobank Development    | 845    |
| 13º | Cult Energy Vital Water | 821    |
| 14º | Adria Mobil             | 806,75 |
| 15º | Kolss                   | 744    |
| 16º | Roubaix Lille Métropole | 690    |
| 17º | BDC Marcpol             | 684,5  |
| 18º | Stölting                | 595    |
| 19º | Etixx                   | 590    |
| 20º | Jo Piels                | 586,43 |

### Países
| Posición | País         | Puntos  |
| -------- | ------------ | ------- |
| 1º       | Italia       | 2117,5  |
| 2º       | Bélgica      | 2110,67 |
| 3º       | Francia      | 1788    |
| 4º       | España       | 1580    |
| 5º       | Países Bajos | 1463,92 |
| 6º       | Ucrania      | 1445    |
| 7º       | Polonia      | 1296,5  |
| 8º       | Rusia        | 1271,85 |
| 9º       | Eslovenia    | 1256    |
| 10º      | Dinamarca    | 1144,25 |

| 11º | Alemania        | 975,5 |
| 12º | Austria         | 933,5 |
| 13º | Portugal        | 842,8 |
| 14º | República Checa | 791,8 |
| 15º | Reino Unido     | 782,5 |
| 16º | Suiza           | 665   |
| 17º | Noruega         | 573   |
| 18º | Rumania         | 523,5 |
| 19º | Irlanda         | 508,5 |
| 20º | Estonia         | 472   |

### Países sub-23
| Posición | País         | Puntos |
| -------- | ------------ | ------ |
| 1º       | Países Bajos | 761,45 |
| 2º       | Dinamarca    | 737,25 |
| 3º       | Francia      | 625,25 |
| 4º       | Bélgica      | 623,17 |
| 5º       | Italia       | 603    |
| 6º       | Alemania     | 582    |
| 7º       | Noruega      | 476    |
| 8º       | Reino Unido  | 457,5  |
| 9º       | Rusia        | 361,67 |
| 10º      | Austria      | 338    |

## Progreso de las clasificaciones
| Fecha                    | Clasificación individual | Clasificación por equipos   | Clasificación por países | Clasificación por países sub-23 |
| ------------------------ | ------------------------ | --------------------------- | ------------------------ | ------------------------------- |
| 25 de octubre de 2012    | -                        | -                           | Francia                  | Francia                         |
| 25 de noviembre de 2012  | -                        | -                           | Ucrania                  | Turquía                         |
| 25 de diciembre de 2012  | -                        | -                           | Ucrania                  | Austria                         |
| 25 de enero de 2013      | -                        | -                           | Ucrania                  | Turquía                         |
| 25 de febrero de 2013    | Kenneth Vanbilsen        | Yellow Fluo                 | Bélgica                  | Turquía                         |
| 25 de marzo de 2012      | Simone Ponzi             | Topsport Vlaanderen-Baloise | Italia                   | Dinamarca                       |
| 25 de abril de 2013      | Simone Ponzi             | Neri Sottoli                | Italia                   | Italia                          |
| 25 de mayo de 2013       | Tom Van Asbroeck         | Cofidis, Solutions Crédits  | Italia                   | Dinamarca                       |
| 25 de junio de 2013      | Magnus Cort              | Cofidis, Solutions Crédits  | Italia                   | Dinamarca                       |
| 25 de julio de 2013      | Magnus Cort              | Cofidis, Solutions Crédits  | Italia                   | Dinamarca                       |
| 15 de agosto de 2013     | Magnus Cort              | Cofidis, Solutions Crédits  | Bélgica                  | Dinamarca                       |
| 25 de agosto de 2013     | Tom Van Asbroeck         | Topsport Vlaanderen-Baloise | Italia                   | Países Bajos                    |
| 25 de septiembre de 2013 | Tom Van Asbroeck         | Topsport Vlaanderen-Baloise | Italia                   | Países Bajos                    |
| 25 de octubre de 2013    | Tom Van Asbroeck         | Topsport Vlaanderen-Baloise | Italia                   | Países Bajos                    |
| Final                    | Tom Van Asbroeck         | Topsport Vlaanderen-Baloise | Italia                   | Países Bajos                    |